# F.A.E.ソナタ
F.A.E.ソナタ（Sonate F.A.E. [Frei aber einsam]）は、1853年にドイツの作曲家であるロベルト・シューマンが友人アルベルト・ディートリヒとヨハネス・ブラームスとともに作曲したヴァイオリンソナタ。3人の共通の友人であるヴァイオリニストのヨーゼフ・ヨアヒムに献呈された。1935年出版。
曲名のF.A.E.とはヨアヒムのモットーである「自由だが孤独に」（Frei aber einsam）の頭文字をとったものである。ドイツ音名のF・A・Eはそれぞれイタリア音名のファ・ラ・ミに対応し、この音列が曲の重要なモチーフとなっている。このような手法をシューマンは好んでいたらしく、『アベッグ変奏曲』（A-B-E-G-G）やピアノ協奏曲（C-H-A-A ⇒ Chiara = Clara）などで用いている。
ちなみにブラームスは、ヨアヒムのモットーに対応する「自由だが楽しく」（Frei aber froh）をモットーとしており、この略に対応するF-As-Fの音列を交響曲第3番で用いている｡
初演は1853年10月28日にシューマン邸で、ヨアヒムとクララ・シューマンによって行われた。シューマンらは各楽章の作者を伏せていたが、ヨアヒムはすぐに当てたという。
ヨアヒムは楽譜を手元に残し、1906年になってブラームスの楽章の出版のみ許可した。全曲の出版は、ヨアヒムの死後の1935年になってからである。
現在では、ブラームス作曲のスケルツォがたまに演奏されるだけで、全曲演奏の機会はほとんどない。

## 曲の構成
- 第1楽章 アレグロ、イ短調。ディートリヒ作曲。
- 第2楽章 間奏曲（Bewegt, doch nicht zu schnell）、ヘ長調。シューマン作曲。
後にシューマンがヴァイオリンソナタ第3番の第3楽章に転用。
- 第3楽章 スケルツォ（アレグロ）、ハ短調、8分の6拍子。ブラームス作曲。F-A-Eのモチーフは、中間部において変形した形で用いられている。
- 第4楽章 フィナーレ（Markiertes, ziemlich lebhaftes Tempo）、イ短調。シューマン作曲。
後にシューマンがヴァイオリンソナタ第3番の第4楽章に転用。

## シューマンのヴァイオリンソナタ第3番
シューマンはF.A.E.ソナタの初演翌日の10月29日から11月1日までの4日間のうちに、新たに2つの楽章を作曲して第1、第2楽章とし、先に作曲した2つの楽章を第3、第4楽章として新たな4楽章のヴァイオリンソナタを完成させた。ヨアヒムは追加した楽章が元の楽章と調和していると評価し、元のソナタとは別の作品であると述べている。シューマンはその3か月後に自殺未遂を起こし、以後精神病院に入院して1856年に亡くなったため、この作品は最後に作曲された、現存する大規模作品となった。
しかし、このソナタはクララにより他の晩年の作品同様に封印され、全集にも収録されなかった。「ヴァイオリンソナタ第3番イ短調 WoO27」としてショット社から全曲が出版されたのは、シューマン没後100年を迎えた1956年である。ソナタ3番としての自筆譜はクララにより破棄されたとみられ、第1・2楽章はほぼ完全な形で残されていたスケッチから再構成されている。一方、第3・4楽章はクララが手を付けられなかった「F.A.E.ソナタ」から取り入れられた。
評価が定まらない最晩年の作品であり、自筆譜が失われて出版に時間がかかったこともあって演奏の機会は他の2曲より少ない。近年は第2楽章と第3楽章を入れ替えて演奏する場合がある。
山本美樹子は、第1楽章において、序奏で提示された動機が主部において有機的な関連なく並置されるという特殊かつ独創的な作品であり、初期作品からその萌芽が見られると評する一方、それが「統一感の無さ」とも見なされることが多いが「現代に通じるとさえ言ってよいほど前衛的な挑戦」であり、再評価が必要であると評している。

### 曲の構成
1. Ziemlich langsam - Lebhaft（イ短調、4分の3拍子‐4分の4拍子）
2. Scherzo: Allegro（ニ短調、8分の3拍子）
3. Intermezzo: Bewegt, doch nicht zu schnell（ヘ長調、4分の4拍子）
4. Finale. Markiertes, ziemlich lebhaftes Tempo（イ短調‐イ長調、4分の4拍子）

演奏時間は約20分。